# پاپیون

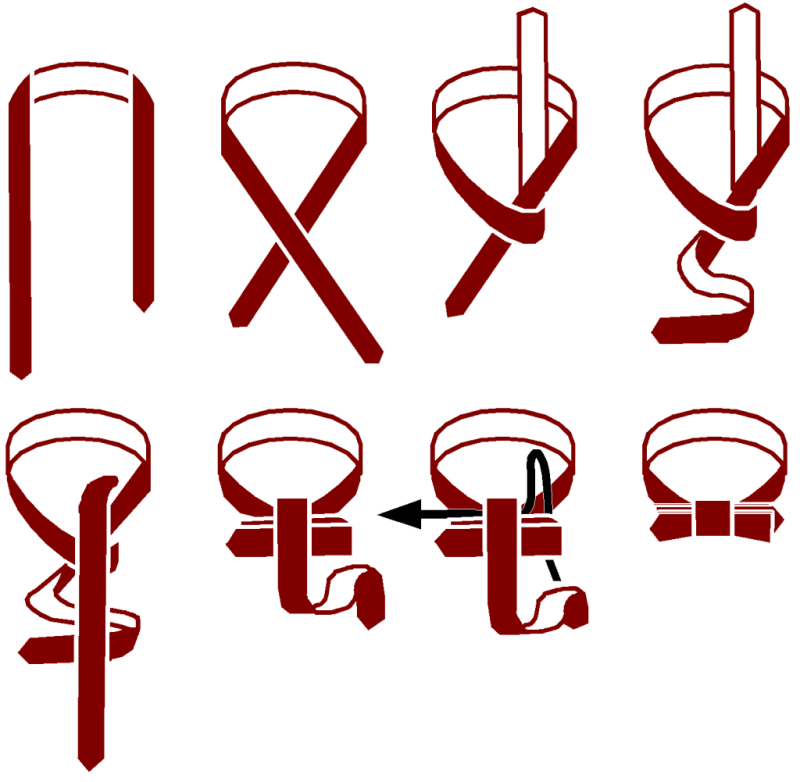

پاپیون (به فرانسوی: papillon) نوعی دستمال گردن مردانه است. پاپیون را به صورت پروانه‌ای، دور یقه‌ی پیراهن به صورت متقارن گره می‌زنند.

پاپیون را اغلب از جنس ابریشم، پلی‌استر، پنبه یا ترکیبی از این‌ها می‌سازند.
امروزه پاپیون بیشتر در میهمانی‌های ویژه (مثلاً مراسم ازدواج شخص) استفاده می‌شود. پاپیون به سه صورت نواری (بدون گره)، گره دار و سنجاق دار به شکل آماده تولید و عرضه می‌شود.

## نگارخانه

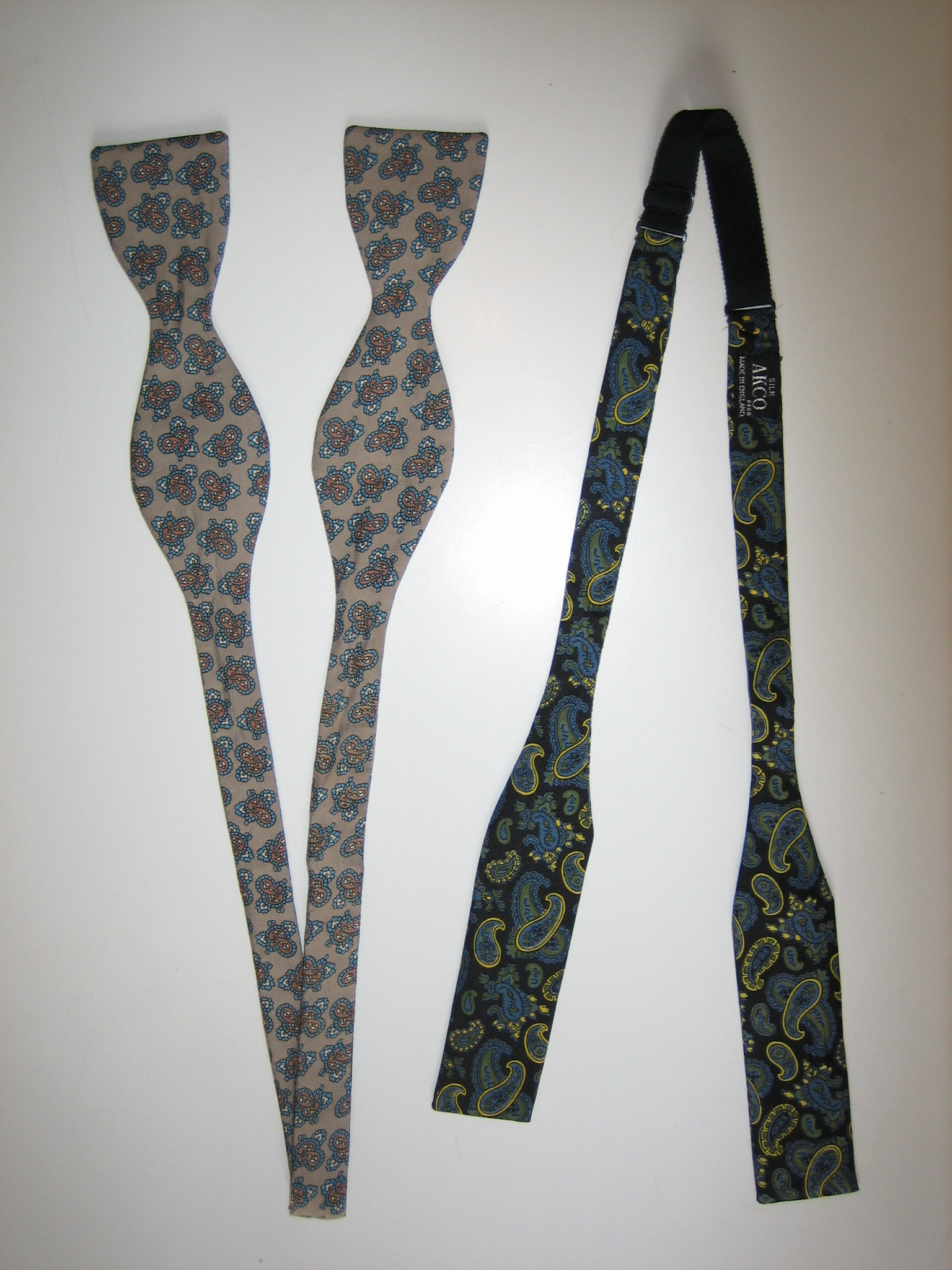
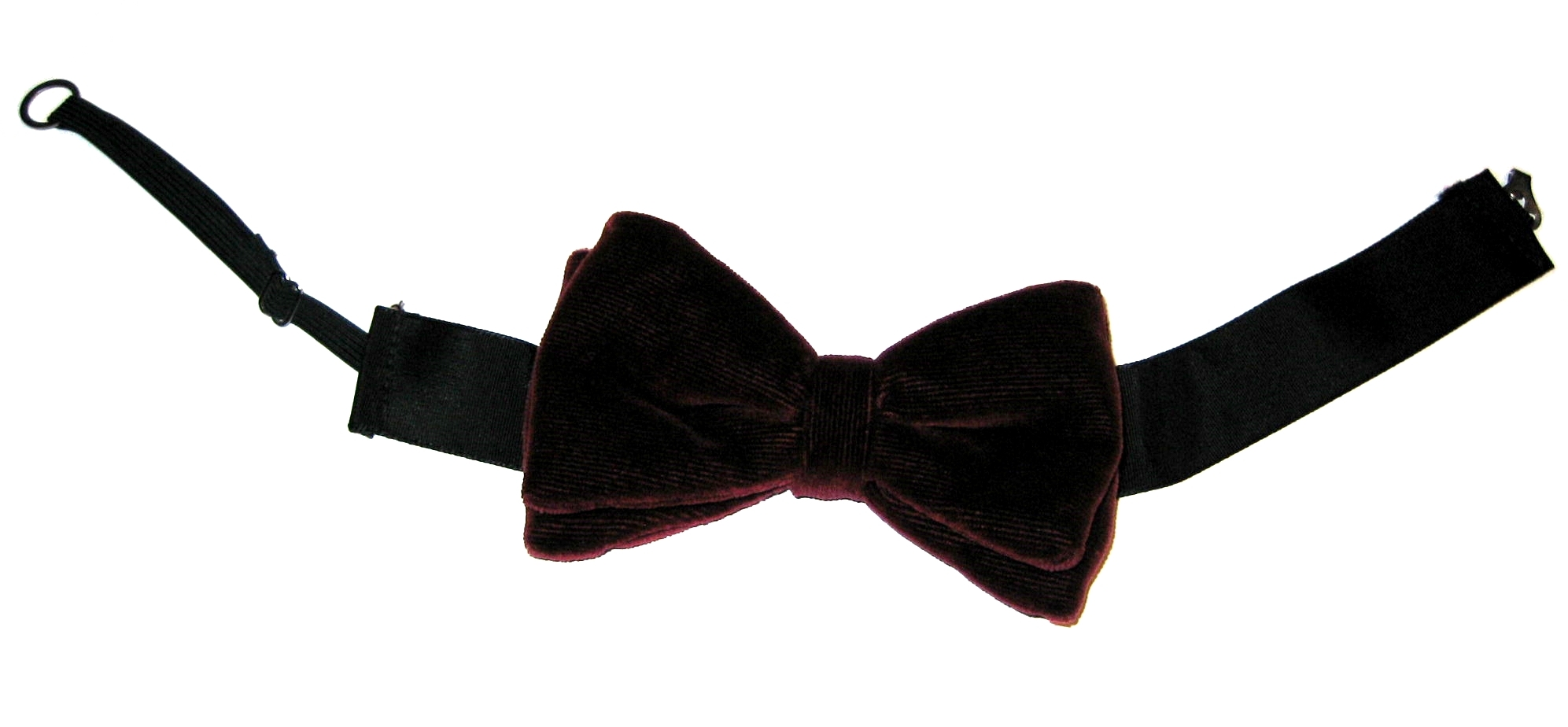

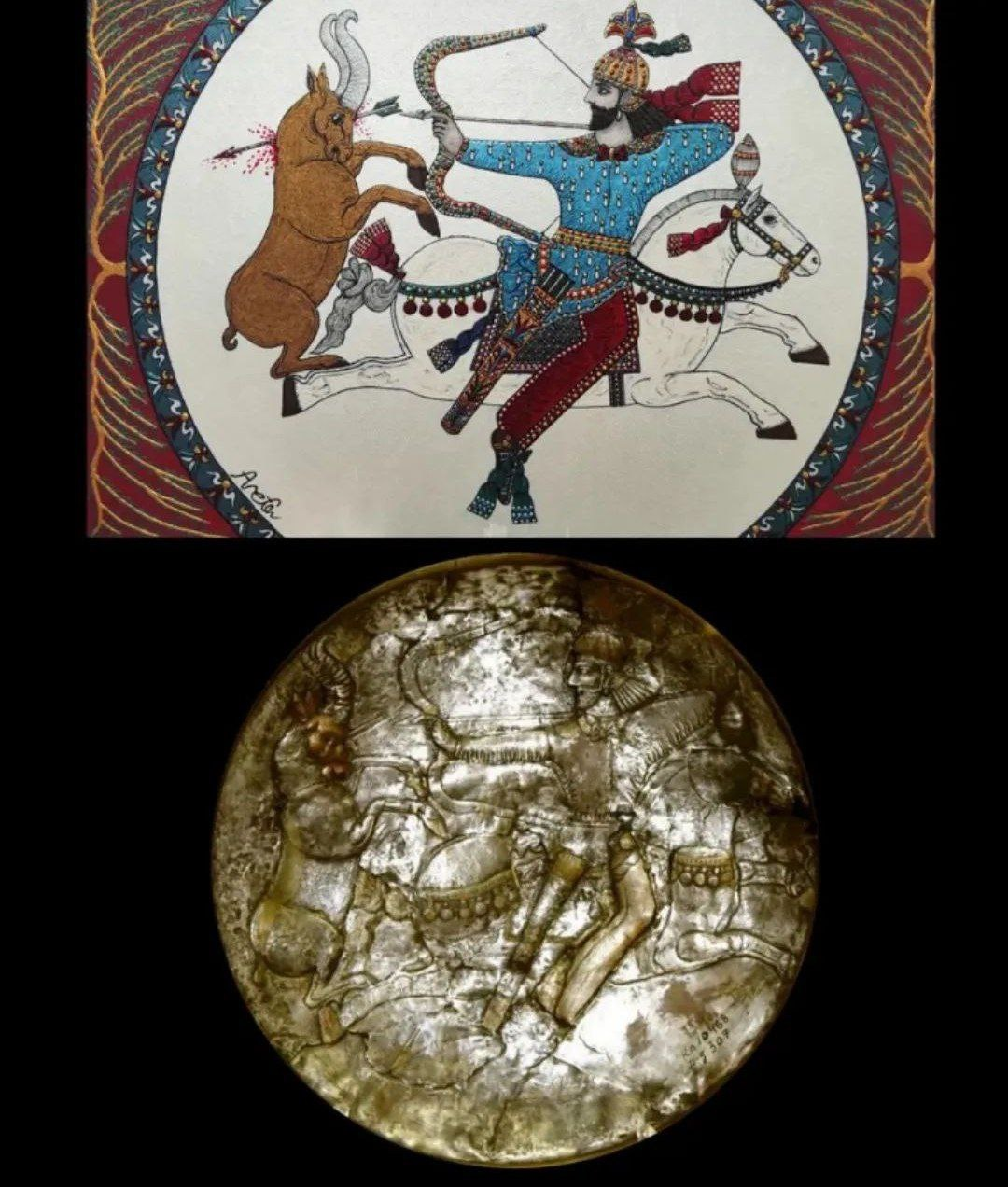
استفاده از پاپیون توسط اردشیر دوم (اردشیر نکوکار در شاهنامه)، یازدهمین شاهنشاه ایران و انیران از دودمان ساسانی
نمایش این تشت